# ألان إف. دانيلز
ألان إف. دانيلز (بالإنجليزية: Alan F. Daniels)‏ هو شخصية أعمال أمريكي، ولد في 28 مايو 1968 في ميامي في الولايات المتحدة.